# L'Urgence et la Patience
L'Urgence et la Patience est un essai de Jean-Philippe Toussaint paru le 1er mars 2012 aux éditions de Minuit.

## Structure et objectifs
L'Urgence et la Patience est un recueil de textes, dont certains ont été publiés antérieurement dans des revues ou en accompagnement d’œuvres d'autres auteurs ; il comporte aussi des extraits d'autres romans de Toussaint, comme La Télévision ou Mes bureaux. Luoghi dove scrivo.
Dans ce livre constitué de onze chapitres autobiographiques, Jean-Philippe Toussaint narre le processus de l'écriture, décrit les contraintes qu'il s'impose, les lieux où il écrit, offre « son expérience de lecteur de Proust, Kafka, Beckett, et, bien sûr, de Dostoïevski » pour son Crime et Châtiment qui lui fit découvrir la puissance de la littérature. 

Dans un entretien pour Les Inrockuptibles, Toussaint justifie ainsi l'écriture de L'Urgence et la Patience : 

« Il est naturel qu’un jour des écrivains disent un mot de la façon dont ils écrivent et de ce qu’ils doivent aux grands auteurs. »

## Réception critique
Pour Les Inrockuptibles, Jean-Philippe Toussaint propose un « texte délicat sur son travail d’écriture, à la fois profond et léger, parsemé d’incises drôles ou décalées ». Pour Bernard Pivot dans Le Journal du dimanche, « avec subtilité, sans pour autant se priver d’exemples et d’anecdotes, Jean-Philippe Toussaint montre comment l’écriture est tiraillée entre deux forces opposées : l’urgence et la patience. « L’urgence est un état d’écriture qui ne s’obtient qu’au terme d’une infinie patience. » », et voit ce livre comme « un précieux petit manuel pratique » dont il conseille la lecture « en particulier à tous ceux qui rêvent d’écrire ou qui débutent dans le métier ».